# Frederik Fetterlein
Frederik Fetterlein, né le 11 juillet 1970 à Rungsted, est un ancien joueur de tennis danois, professionnel de 1989 à 2001.
Quart de finaliste à Copenhague, Båstad et Tel Aviv en 1995, Rosmalen en 1996, Copenhague et Munich en 1997, il a remporté deux tournois Challenger à Rogaška en 1994 et Cherbourg en 1997, ainsi que deux tournois Future.
Joueur de Coupe Davis au sein de l'équipe du Danemark, il a participé aux barrages du groupe mondial en 1991 et 1992 et au premier tour de 1993 à 1996.

## Palmarès

### Finale en double messieurs
| No | Date       | Nom et lieu du tournoi     | Catégorie    | Dotation  | Surface         | Vainqueurs                    | Partenaire      | Score    |  |
| -- | ---------- | -------------------------- | ------------ | --------- | --------------- | ----------------------------- | --------------- | -------- |  |
| 1  | 10-03-1997 | Copenhagen Open Copenhague | World Series | 203 000 $ | Moquette (int.) | Andreï Olhovskiy Brett Steven | Kenneth Carlsen | 6-4, 6-2 |  |

## Parcours dans les tournois du Grand Chelem

### En simple
| Année | Open d'Australie | Open d'Australie | Internationaux de France | Internationaux de France | Wimbledon       | Wimbledon  | US Open        | US Open  |
| ----- | ---------------- | ---------------- | ------------------------ | ------------------------ | --------------- | ---------- | -------------- | -------- |
| 1995  | —                | —                | 2e tour (1/32)           | T. Carbonell             | 2e tour (1/32)  | J. Palmer  | 2e tour (1/32) | M. Hadad |
| 1996  | 2e tour (1/32)   | R. Krajicek      | 1er tour (1/64)          | T. Muster                | 1er tour (1/64) | D. Wheaton | —              | —        |
| 1997  | —                | —                | 1er tour (1/64)          | N. Lapentti              | 2e tour (1/32)  | B. Steven  | —              | —        |

N.B. : à droite du résultat se trouve le nom de l'ultime adversaire.